# Nina Sergejewna Golubkowa
Nina Sergejewna Golubkowa (russisch Нина Сергеевна Голубкова; * 28. Januar 1932 in Leningrad; † 24. August 2009 in St. Petersburg) war eine sowjetisch-russische Lichenologin. Ihr botanisches Autorenkürzel lautet „N.S.Golubk.“.

## Leben
Golubkowa studierte an der Universität Leningrad mit Abschluss 1955 in der Fachrichtung Mykologie. Darauf arbeitete sie bei Wsewolod Pawlowitsch Sawitsch im Komarow-Institut für Botanik (BIN) der Akademie der Wissenschaften der UdSSR (AN-SSSR) in Leningrad.
In den 1960er Jahren untersuchte Golubkowa Probenmaterial verschiedener sowjetischer Expeditionen in der Antarktis. Ihre Ergebnisse wurden veröffentlicht und dienten der Identifizierung neuer Arten. Sie nahm an Expeditionen im Pamir in Tadschikistan und in den Steppen, der Taiga und der Wüste der Mongolei teil. 1978 verfasste sie mit anderen den 5. Band des Handbuchs der Flechten der UdSSR.
1982 wurde Golubkowa Leiterin des Institutslaboratoriums für Lichenologie und Bryologie, das später die Abteilung für Lichenologie und Bryologie wurde und das sie mehr als 20 Jahre lang leitete. Nach dem Zerfall der UdSSR 1991 war sie Cheflektorin des 6. bis 10. Bands des Handbuchs der Flechten Russlands.

## Ehrungen, Preise
- Verdiente Wissenschaftlerin der Russischen Föderation (1996)
- Acharius Medal der International Association for Lichenology (IAL) (mit Teuvo Ahti und Georges A. Clauzade, Forth International Lichenological Symposium IAL4, Barcelona, 2000)[4]

## Nach Golubkowa benannte Flechtenarten
- Chaenothecopsis golubkovae[3]
- Catillaria golubkovae[3]